# Gogolia filewoodi
Gogolia filewoodi är en hajart som beskrevs av Compagno 1973. Gogolia filewoodi ingår i släktet Gogolia och familjen hundhajar. IUCN kategoriserar arten globalt som otillräckligt studerad. Inga underarter finns listade i Catalogue of Life.